# Национальное согласие Ирака
Национальное согласие Ирака (араб. الوفاق الوطني العراقي‎) — политическая коалиция бывших граждан Ирака, диссидентов, бежавших от режима Саддама Хусейна, основана в Лондоне. В неё входят видные предприниматели, бывшие военачальники и другие. НСИ активно принимает участие в послевоенной политике Ирака, восстановлении демократических институтов, демонтаже структур тоталитарного прошлого страны.
Глава коалиции — Айяд Аллауи. На парламентских выборах в январе 2005 коалиция НСИ («Иракский список») заняла 3 место, набрав 13,82 % голосов и получив 40 мест в парламенте.